# Ramón Bravo
(21 de octubre de 1925, Piedras Negras, Coahuila - 21 de febrero de 1998, Isla Mujeres, Quintana Roo) fue un oceanógrafo, comunicador, investigador, ecologista, científico, camarógrafo y escritor mexicano. Obtuvo el Premio Nacional de Periodismo de su país en 1979. Bravo fue la persona que dio a conocer al mundo el fenómeno de los tiburones dormidos.

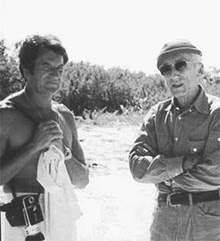
Ramón Bravo comandante Cousteau

## Biografía
Nació en Piedras Negras, Coahuila, hijo de Juan Bravo, un ferrocarrilero, y María del Rosario Prieto de Bravo.
Mundialmente reconocido por su labor en favor de la preservación de la fauna marina y por sus notables investigaciones y descubrimientos sobre el comportamiento y costumbres de los tiburones, orcas y otras especies marinas, como el manatí.
Bravo Prieto también fue un gran competidor en natación que participó en Akron,Oklahoma 1945 Londres 1948, así como en los Juegos Panamericanos y en los Juegos Centroamericanos.En 1952 Inaguraria Ciudad Universitaria C.U fue ala izquierda del equipo de fútbol americano de la UNAM.
Gracias a su entrañable amigo Compañero de Natación olímpica. Apolonio Castillo a mediados de los años 50s, Bravo comienza a dedicarse, primero al buceo y al conocer  posteriormente a Aníbal de Iturbide se adentra a la fotografía submarina. Convirtiéndose en pionero y el mejor camarógrafo submarino de nuestro país,Sus trabajos le dieron fama Internacional en los Estados Unidos y en Europa. Ganó las estrellas de oro Maurizio Sarra en 1964 y 1966. En 1969 el director italiano Bruno Vailati lo invitó a colaborar  con él como camarógrafo, se mudó a Roma y durante siete años filmó escenas para las series La enciclopedia del mar, Los siete mares y Los hombres del mar.
Ganador de numerosos premios de distinta índole, no sólo dentro del agua, sino también como periodista. Obtuvo el Premio Nacional de Periodismo en 1979.
En el año de 1979 comienza la construcción de su casa, a la que llamó "Villa Sirenia", en Isla Mujeres, Quintana Roo, realizando ahí muchas de sus investigaciones y trabajos. Durante sus años de trabajo como oceanógrafo se hizo amigo entrañable de Jacques-Yves Cousteau, con quien realizó también muchos documentales e investigaciones submarinas.
Bravo fue la primera persona en bucear y filmar orcas en su estado natural y sin jaula protectora en las heladas aguas de las Islas San Benito en Baja California, México o a los oso polares nadando en el Polo Norte, donde incluso uno le mordió el talón izquierdo.

### Los tiburones dormidos
Fue Ramón Bravo en la década de 1970, quien dio a conocer al mundo cómo duermen los tiburones, después de que el pescador de langostas Carlos García Castilla, apodado "Válvula", los descubriera en un lugar conocido como "Los Cuevones". Al principio Bravo no le creyó a "Válvula" porque los científicos afirmaban que los tiburones no podían dormir, que debían estar en constante movimiento ya que carecen de vejiga natatoria, Bravo pensó inicialmente que se trataba de inofensivos tiburones gata que se arrastran por la arena, pero debido a la insistencia de "Válvula", finalmente fue a verificar el descubrimiento del joven pescador, luego de comprobar el hallazgo filmó a varios escualos como el tigre, el mako, el puntas blancas o los toro descansaban plácidamente sobre la arena blanca en las cuevas del mar Caribe y, más tarde, compartió el descubrimiento con la reconocida Dra. Eugenie Clark, miembro del Scripps Institution of Oceanography de La Joya, California. La explicación científica de la Dra. Clark fue que:

Gracias a su posición estática frente a la corriente, los depredadores permanecen inmóviles y prácticamente "drogados", porque cuando el agua corría a través de sus branquias y tomaban el oxígeno necesario para su proceso respiratorio a sin la necesidad de moverse, el agua salada se mezclaba con el agua dulce proveniente de la península de Yucatán produciendo un campo electromagnético en el agua, además que ayudaba a desparasitar a los aletargados escualos.

Bravo sirvió como guía y camarógrafo de Jacques Cousteau, su hijo Philippe y los buzos del Calypso a las cuevas de los tiburones dormidos que rodean Isla Mujeres y resultó en un documental llamado, Los tiburones dormidos de Yucatán en donde Ramón Bravo aparece en los créditos.
Las investigaciones de Ramón Bravo no estuvieron exentas de peligros, ya que en más de una ocasión fue herido por los tiburones que solía filmar. Uno de ellos, un tiburón toro, lo mordió durante una filmación causándole una lesión grave en el antebrazo y codo derecho, que requirió cirugía urgente, 54 puntadas y cuidados intensivos. Diez días más tarde estaba terminando su película.

## Muerte
Ramón Bravo Prieto murió el 21 de febrero de 1998 en su casa en Isla Mujeres por infarto al miocardio, por una descarga eléctrica accidental mediante un fallo de luz en su domicilio.
El 28 de febrero de 1998, en presencia del entonces presidente de la República Mexicana, Ernesto Zedillo, Jean-Michel Cousteau y muchas autoridades locales y estatales, a la entrada de la cueva submarina de los Tiburones Dormidos, situada entre la Isla Contoy e Isla Mujeres, en Quintana Roo, México. La esposa de Ramón, María Vallejo y el sacerdote Eduardo Pérez depositaron sus cenizas y, a la entrada se colocó una placa de bronce en su honor por voluntad de sus más queridos amigos y muchos buzos famosos que dice:

Ramón Bravo Prieto, protector del mar y el océano, duerme por siempre al lado de sus tiburones en esta cueva. Isla Mujeres 28-02-98.

## Obra

### Algunas publicaciones
- Primero y touch, segundo y muerte (1961)
- Bajo las aguas del Mar Rojo (1962) (*)
- Bajo su desahuciada piel (1967) (**)
- Buceando en el Polo Norte (1971) (*)
- Isla Mujeres (1972)
- Holbox (1974) (*)
- Tintorera (1975) (*)
- Buceando entre Tiburones (1975) (*)
- El cenote de la muerte (1976) (*)
- El cisne negro (1976) (*)
- Un tesoro bajo el mar (1977) (*)
- Carnada (1977) (*)
- Un tesoro bajo el mar (1979)
- Buceando entre las Orcas (1982) (*)
- La siesta del tiburón (1984)
- Sirenia (1987) (***)
- El galeón (1992) (****)
- El Chinchorro (no concluido, sobre la zona protegida de Mahahual)[4]

Fuentes: (*) (**) (***) (****)

## Filmografía
Bajo su destacada labor como camarógrafo, también hizo, contribuyó, participó o fue autor o coautor de las siguientes películas:
- Chanoc (Estados Unidos, 1971) (*)
- Deadly reef (*)
- Tintorera (México, 1977) (*)
- Bermudas: Cueva de tiburones (Estados Unidos, 1977) (*)
- Tres mujeres en la hoguera (México, 1977)
- El diabólico triángulo de las Bermudas (Italia, 1978) (*)
- Ciclón (Italia, 1978)
- Sunburn (Estados Unidos, 1979) (*)
- Cazadores de tiburones (Italia, 1979)
- Mar Asesino (México, 1979)
- Beyond the reef o The Shark Boy of Bora Bora (Estados Unidos, 1981) (*)
- Zombie II (Italia, 1980) (*)
- Sangre en el Caribe (España, 1983) (*)
- Fiebre de amor (México, 1984) (*)
- Against all odds (Estados Unidos, 1984) (*)
- Rimo the destroyer (Estados Unidos) (*)
- Ocean of fire (Estados Unidos, 1986) (*)
- Leviathan (Estados Unidos, 1989)
- 007 Con Licencia para matar (Estados Unidos, 1989)
- El Arrecife de los alacranes (México, 1995)

Fuentes: (*)